# Neuvillette-en-Charnie
Neuvillette-en-Charnie är en kommun i departementet Sarthe i regionen Pays de la Loire i nordvästra Frankrike. Kommunen ligger i kantonen Sillé-le-Guillaume som tillhör arrondissementet Mamers. År 2022 hade Neuvillette-en-Charnie 302 invånare.

## Befolkningsutveckling
Antalet invånare i kommunen Neuvillette-en-Charnie
| Referens: INSEE |